# Cantón de Saint-Félicien
El cantón de Saint-Félicien era una división administrativa francesa, que estaba situada en el departamento de Ardecha y la región de Ródano-Alpes.

## Composición
El cantón estaba formado por ocho comunas:
- Arlebosc
- Bozas
- Colombier-le-Vieux
- Lafarre
- Pailharès
- Saint-Félicien
- Saint-Victor
- Vaudevant

## Supresión del cantón de Saint-Félicien
En aplicación del Decreto n.º 2014-148 de 13 de febrero de 2014, el cantón de Saint-Félicien fue suprimido el 22 de marzo de 2015 y sus 8 comunas pasaron a formar parte del nuevo cantón de Lamastre.